# Ageratina aromatica
Ageratina aromatica là một loài thực vật có hoa trong họ Cúc. Loài này được (L.) Spach mô tả khoa học đầu tiên năm 1841.
Loài cây này phân bố rộng rãi và phổ biến khắp phần lớn khu vực đông và nam Hoa Kỳ, từ Louisiana đến Massachusetts, và sâu trong nội địa đến tận Kentucky và Ohio.